# ObZen
obZen  es el disco de estudio de la banda sueca de metal
Meshuggah que fue lanzado en Europa el 7 de marzo de 2008, y en los Estados Unidos el 11 de marzo de 2008.
Este álbum es el sexto álbum de la banda contando con 52 minutos de música y nueve pistas en total.
Tomas Haake Vuelve al como el baterista de estudio para las grabaciones después de no grabar en su anterior álbum Catch Thirty Three, habiendo utilizado el Drumkit from Hell.

## Antecedentes
En una entrevista con Revolver, Haake dijo que obZen será un regreso colectivo al trabajo pasado de la banda significando esto una dirección diferente a su esfuerzo de metal matemático hecho en el álbum anterior Catch Thirty Three. "Tenemos canciones rápidas y música pesada que habla de las cosas que hemos hecho en el pasado.
El álbum estaba originalmente planeado para su salida en noviembre de 2007, antes de una gira europea que tenía de líder a Meshuggah y a The Dillinger Escape Plan. El proceso de grabación de obZen tomó mucho más tiempo del esperado y forzó a la banda a retirarse de la gira, después explicando en su página oficial que el aspecto promocional del álbum ya no estaba presente y que sus objetivos mejor se enfocarían en terminar la grabación del álbum.

## Arte del álbum
Aunque Meshuggah no lo había hecho así en el pasado, el arte del álbum obZen no tenía una fuente. Con una visión de lo que querían para el arte, Meshuggah usó a un artista de la media Joachim Luetke. En una entrevista con Nuclear Blast USA, Haake y Hagström explicaron que el trabajo de arte lleva un modelo masculino real (aunque el modelo parece computarizado) en una posición de loto con la parte de abajo siendo mujer, haciendo que la figura sea andrógina.

## Lista de canciones
1. "Combustion" – 4:11
2. "Electric Red" – 5:53
3. "Bleed" – 7:25
4. "Lethargica" – 5:49
5. "obZen" – 4:27
6. "This Spiteful Snake" – 4:55
7. "Pineal Gland Optics" – 5:14
8. "Pravus" – 5:13
9. "Dancers to a Discordant System" – 9:36

## Recepción
En general el álbum generó buenas críticas. Metacritic le dio una calificación de 82% basado en 4 revisiones del álbum, lo que significaba su estatus universal de aceptación y calidad. All music guide reviewer llamó a obZen "puro ataque de metal, tocado por una banda que fue de lo simple al exceso de complejidad, incorporándolos ambos dentro al nivel de cualquier cosa que hayan hecho antes, inclusive si no todos los elementos empatan perfectamente aún".

## Bleed
El primer sencillo que se desprende de este álbum es Bleed, un claro ejemplo de la actitud que la banda le imprimió a su nuevo trabajo. Riffs rápidos y trabajos de batería intrincados han hecho que los músicos en internet se obsesionen por ejecutar las canciones enteras. En YouTube empezó una especie de concurso de bateristas donde cada cual sube su video con un intento de tocar Bleed.